# Cosson Chinepoh
Cosson Chinepoh né le 8 mars 1972 à Victoria (actuel Limbé) dans la région du Sud-Ouest du Cameroun, est un acteur, réalisateur et scénariste camerounais.

## Biographie

### Naissance
Cosson Chinepoh naît le 8 mars 1972 dans la ville balnéaire de Victoria, actuel Limbé, au sud-ouest du Cameroun.

### Carrière
Cosson Chinepoh commence sa carrière d'acteur en faisant ses débuts dans le film Trials of Passion, puis dans la série télévisée Rumble, diffusée sur la CRTV. Ces premières expériences lui permettent de démontrer sa présence à l'écran et sa capacité à jouer différents rôles. Il s'illustre ensuite dans des séries télévisées. Il apparaît dans les films Lara's Song, Maalle, Yenkong's Cross, The chariot of Gods et bien d'autres encore. Parallèlement à son travail d'acteur, Cosson Chinepoh est également scénariste. Parmi ses réalisations notables, citons The Fisherman's Diary. Ce film remporte plusieurs prix internationaux et contribue à établir la réputation de Cosson Chinepoh en tant que scénariste. Il écrit également les scénarios de 4th Generation, Shéri Modai, Rebel Pilgrim, Dance of Mohrs, Shembeh, Love Trap et Virgin Blade,

## Filmographie

### Télévision

#### Séries télévisées
- 2017 : Rumble : Mr. Bille[3]

- 2019 : Samba[4]

### Comme réalisateur
- 2014 : Shembeh
- 2017 : Rebel Pilgrim
- 2020 : 4th Generation[5]
- 2020 : Virgin Blade

- 2022 : Behind Gates
- 2022 : Love Trap[6]

### Comme scénariste
- 2014 : Shembeh
- 2015 : Lara’s Song
- 2016 : Smokescreen
- 2016 : Yenkong’s Cross
- 2017 : Rebel Pilgrim
- 2020 : The Fisherman's Diary
- 2021 : Le Char des dieux

- 2022 : Behind Gates
- 2022 : Love Trap

## Distinctions
- 2017 : Écran du meilleur comédien camerounais dans Yenkong's Cross[7].
- 2020 : Meilleur premier film international : Virgin Blade, et Prix du public : Virgin Blade, long métrage du réalisateur camerounais Cosson Chinepoh, au Festival Yarha[8].